# Scenic Airlines
Scenic Airlines ist eine amerikanische Fluggesellschaft mit Sitz in Las Vegas.
Sie hat sich auf die Durchführung von Ausflugs- und Besichtigungsflügen zwischen Las Vegas und dem Grand Canyon spezialisiert.

## Geschichte

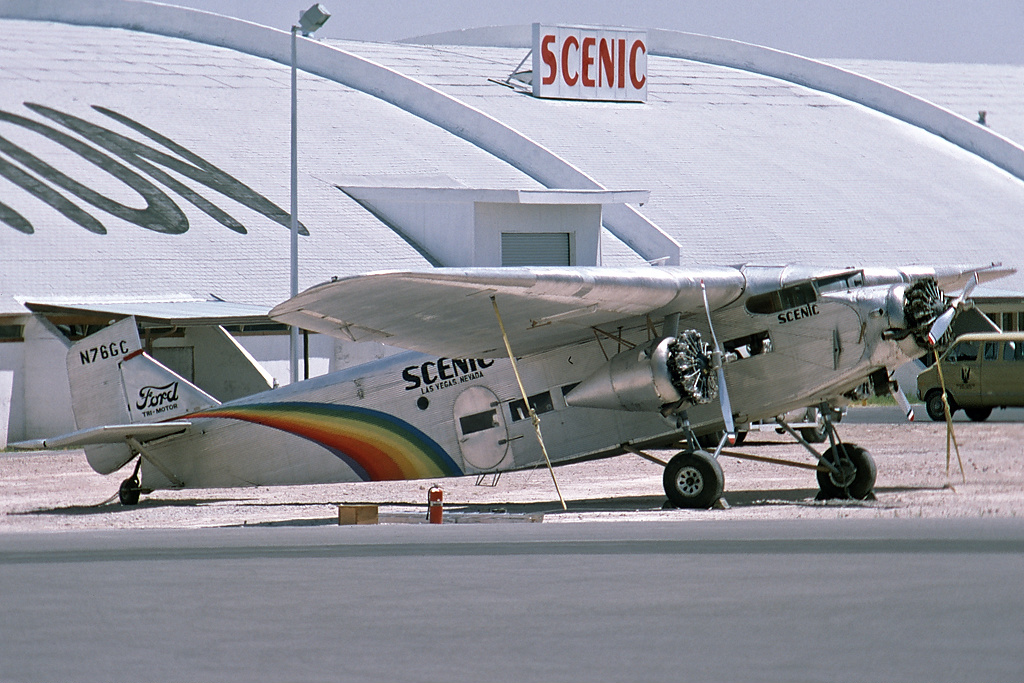
Eine Ford Trimotor der Scenic Airlines

Scenic Airlines wurde 1967 gegründet und nahm den Flugbetrieb mit mehreren kleineren Cessnas auf. Schon bald überstieg die Nachfrage das Angebot, sodass eine Ford Trimotor eingesetzt wurde. Erstmals 1972 kam eine DHC-6 Twin Otter zum Einsatz. 1988 fusionierte Scenic Airlines mit Eagle Canyon Airlines, wobei der Name Scenic Airlines bestehen blieb. 2001 erhielt Scenic Airlines die Lizenz für Linienflüge. Diese wurden mit einer Beechcraft 1900D durchgeführt, jedoch 2006 aufgrund zu hoher Kosten wieder eingestellt.
2007 wurde Scenic Airlines von der zur Papillon Gruppe gehörenden Grand Canyon Airlines aufgekauft. Erneut wurde der Name beibehalten, um in Kombination mit Papillon Helicopter und Grand Canyon Airlines noch mehr Möglichkeiten für Touristen anzubieten.

## Flugziele
Es werden hauptsächlich Sightseeing Flüge zum Grand Canyon, Bryce Canyon, Hoover Dam, Monument Valley und Yosemite-Nationalpark durchgeführt.
Verbindungsflüge berühren dabei sechs Ortschaften in Nevada und Kalifornien.

## Flotte
Die Flotte der Scenic Airlines besteht aus 16 DHC-6 Vistaliner mit jeweils 19 Sitzplätzen und besonders großen Panoramafenstern.

## Zwischenfälle
- Am 8. Oktober 1997 stürzte eine Cessna 208B Grand Caravan, die vom US-Innenministerium gechartert worden war, während des Fluges nach mehreren Richtungsänderungen und einem Sturzflug in einen Pinienwald auf einem 3030 Meter hohen Plateau. Alle 8 Passagiere sowie der Pilot wurden getötet.[4]